# Andrea Harsági
Andrea Harsági (* 22. März 1971 in Nyíregyháza) ist eine ehemalige ungarische Badmintonspielerin.

## Karriere
1988 gewann Harsági ihren ersten drei Titel bei den nationalen Juniorenmeisterschaften in Damendoppel mit Andrea Ódor, im Mixed mit Lajos Kurek und im Dameneinzel. Im gleichen Jahr gewann sie im Dameneinzel auch ihren ersten Titel bei den Erwachsenen.
International war sie 1991 in Rumänien und 1993 sowohl in Slowenien als auch in der Slowakei erfolgreich.
Höhepunkt der Karriere von Andrea Harsági war die Teilnahme an den Olympischen Spielen 1992, wo sie jedoch im Einzel in Runde 1 gegen Katarzyna Krasowska ausschied und damit 33. wurde. 

## Erfolge
| Saison | Veranstaltung                              | Disziplin   | Sieger                          |
| ------ | ------------------------------------------ | ----------- | ------------------------------- |
| 1988   | Ungarn: Einzelmeisterschaften der Junioren | Mixed       | Lajos Kurek / Andrea Hársagi    |
| 1988   | Ungarn: Einzelmeisterschaften der Junioren | Dameneinzel | Andrea Hársagi                  |
| 1988   | Ungarn: Einzelmeisterschaften der Junioren | Damendoppel | Andrea Hársagi / Andrea Dakó    |
| 1988   | Ungarn: Einzelmeisterschaften              | Dameneinzel | Andrea Hársagi                  |
| 1989   | Ungarn: Einzelmeisterschaften der Junioren | Damendoppel | Andrea Hársagi / Andrea Dakó    |
| 1989   | Ungarn: Einzelmeisterschaften der Junioren | Mixed       | Csaba Béleczki / Andrea Hársagi |
| 1989   | Ungarn: Einzelmeisterschaften der Junioren | Dameneinzel | Andrea Hársagi                  |
| 1990   | Ungarn: Einzelmeisterschaften              | Dameneinzel | Andrea Harsági                  |
| 1991   | Romanian International                     | Dameneinzel | Andrea Hársagi                  |
| 1991   | Ungarn: Einzelmeisterschaften              | Dameneinzel | Andrea Harsági                  |
| 1991   | Romanian International                     | Damendoppel | Andrea Dakó / Andrea Hársagi    |
| 1993   | Slowenien: Internationale Meisterschaften  | Dameneinzel | Andrea Harsagi                  |
| 1993   | Slowakei: Internationale Meisterschaften   | Dameneinzel | Andrea Hársagi                  |
| 1993   | Ungarn: Einzelmeisterschaften              | Dameneinzel | Andrea Harsági                  |
| 1994   | Ungarn: Einzelmeisterschaften              | Damendoppel | Andrea Harsagi / Andrea Dakó    |
| 1994   | Ungarn: Einzelmeisterschaften              | Dameneinzel | Andrea Harsági                  |
| 1995   | Ungarn: Einzelmeisterschaften              | Dameneinzel | Andrea Harsági                  |